# Pardosa sierra
Pardosa sierra là một loài nhện trong họ Lycosidae.
Loài này thuộc chi Pardosa. Pardosa sierra được Richard C. Banks miêu tả năm 1898.